# Gabriel Lopes
Gabriel José Almeida Lopes (ur. 15 maja 1997 w Lousã) – portugalski pływak, olimpijczyk z Tokio, brązowy medalista mistrzostw Europy.

## Przebieg kariery
Zadebiutował w 2014 roku, biorąc udział w mistrzostwach Europy juniorów, na których startował w konkurencji 200 m st. zmiennym i uplasował się na 31. pozycji w klasyfikacji końcowej. Natomiast w 2015 zadebiutował w imprezie rangi światowej, uczestnicząc w mistrzostwach świata juniorów, w ramach zmagań rozgrywanych w Singapurze nie wywalczył żadnego medalu, najlepszy wynik uzyskał w konkurencji 100 m st. grzbietowym, w której zajął 16. pozycję.
W 2016 zadebiutował w zmaganiach kategorii seniorów, startując w mistrzostwach Europy. Najlepszy wynik na tych mistrzostwach uzyskał w konkurencji 200 m st. zmiennym, zajmując 20. pozycję. W 2017 roku, w ramach mistrzostw świata, uczestniczył w trzech konkurencjach pływackich stylem grzbietowym – na dystansie 50 m zajął 38. pozycję z czasem 0:26,05, na dystansie 100 m zajął 30. pozycję z czasem 0:55,99, natomiast na dystansie 200 m zajął 33. pozycję z rezultatem czasowym 2:02,78. Startował także na mistrzostwach świata w 2019 – w konkurencji 100 m st. grzbietowym osiągnął czas 0:55,33 i zajął 31. pozycję, w konkurencji 200 m st. grzbietowym osiągnął czas 2:03,33 i zajął 34. pozycję, w konkurencji 200 m st. zmiennym zaś osiągnął czas 1:59,56 i zajął 15. pozycję w tabeli wyników.
W 2021 wystartował w letniej olimpiadzie w Tokio, w ramach której brał udział w konkurencji w 200 m st. zmiennym i uzyskał rezultat czasowy 1:58,56 plasujący go na 21. pozycji w klasyfikacji końcowej.
W latach 2016–2017 5-krotnie zdobywał złote medale mistrzostw Portugalii (na basenie 50-metrowym).

## Rekordy życiowe
| Konkurencja               | Data             | Miejsce         | Rezultat   | Źródło     |
| Basen 50 m                | Basen 50 m       | Basen 50 m      | Basen 50 m | Basen 50 m |
| ------------------------- | ---------------- | --------------- | ---------- | ---------- |
| 50 m stylem dowolnym      | 3 lutego 2019    | Póvoa de Varzim | 0:25,09    | [ 3 ]      |
| 100 m stylem dowolnym     | 19 maja 2016     | Londyn          | 0:51,43    | [ 2 ]      |
| 200 m stylem dowolnym     | 12 kwietnia 2019 | Eindhoven       | 1:51,70    | [ 2 ]      |
| 50 m stylem grzbietowym   | 4 kwietnia 2019  | Coimbra         | 0:25,65    | [ 2 ]      |
| 100 m stylem grzbietowym  | 31 marca 2017    | Coimbra         | 0:55,01    | [ 2 ]      |
| 200 m stylem grzbietowym  | 7 sierpnia 2018  | Glasgow         | 2:00,35    | [ 2 ]      |
| 50 m stylem klasycznym    | 1 sierpnia 2019  | Funchal         | 0:29,65    | [ 2 ]      |
| 100 m stylem klasycznym   | 1 sierpnia 2019  | Funchal         | 1:02,58    | [ 2 ]      |
| 200 m stylem klasycznym   | 3 sierpnia 2019  | Funchal         | 2:14,25    | [ 2 ]      |
| 50 m stylem motylkowym    | 15 sierpnia 2020 | Loulé           | 0:24,88    | [ 3 ]      |
| 100 m stylem motylkowym   | 8 sierpnia 2018  | Glasgow         | 0:54,16    | [ 2 ]      |
| 200 m stylem motylkowym   | 4 sierpnia 2019  | Funchal         | 2:02,82    | [ 2 ]      |
| 200 m stylem zmiennym     | 28 lipca 2021    | Tokio           | 1:58,56    | [ 2 ]      |
| 400 m stylem zmiennym     | 9 sierpnia 2018  | Glasgow         | 4:21,57    | [ 2 ]      |
| 4 x 100 m stylem zmiennym | 23 stycznia 2016 | Antwerpia       | 3:46,41    | [ 2 ]      |
| Basen 25 m                |                  |                 |            |            |
| 50 m stylem dowolnym      | 11 kwietnia 2021 | Felgueiras      | 0:23,98    | [ 3 ]      |
| 100 m stylem dowolnym     | 10 grudnia 2016  | Windsor         | 0:49,69    | [ 2 ]      |
| 200 m stylem dowolnym     | 7 grudnia 2016   | Windsor         | 1:47,31    | [ 2 ]      |
| 50 m stylem grzbietowym   | 13 grudnia 2018  | Hangzhou        | 0:23,69    | [ 2 ]      |
| 100 m stylem grzbietowym  | 11 grudnia 2018  | Hangzhou        | 0:51,48    | [ 2 ]      |
| 200 m stylem grzbietowym  | 16 grudnia 2018  | Hangzhou        | 1:52,66    | [ 2 ]      |
| 50 m stylem klasycznym    | 23 grudnia 2018  | Felgueiras      | 0:28,19    | [ 3 ]      |
| 100 m stylem klasycznym   | 20 grudnia 2019  | Felgueiras      | 1:00,23    | [ 2 ]      |
| 200 m stylem klasycznym   | 21 grudnia 2019  | Felgueiras      | 2:09,52    | [ 2 ]      |
| 50 m stylem motylkowym    | 8 grudnia 2017   | Porto           | 0:24,12    | [ 3 ]      |
| 100 m stylem motylkowym   | 22 grudnia 2020  | Coimbra         | 0:53,66    | [ 3 ]      |
| 200 m stylem motylkowym   | 17 grudnia 2017  | Kopenhaga       | 1:58,90    | [ 2 ]      |
| 100 m stylem zmiennym     | 23 grudnia 2018  | Felgueiras      | 0:53,28    | [ 2 ]      |
| 200 m stylem zmiennym     | 22 grudnia 2018  | Felgueiras      | 1:55,08    | [ 2 ]      |
| 400 m stylem zmiennym     | 21 grudnia 2018  | Felgueiras      | 4:08,36    | [ 2 ]      |
| 4 x 100 m stylem zmiennym | 11 grudnia 2016  | Windsor         | 3:30,21    | [ 2 ]      |